# Бабур
Захир-ад-дин Мухаммад Бабу́р (чагат. ظهیرالدین محمد بابر‎, араб. ﻇَﻬﻴﺮْ ﺍَﻟَﺪّﻳﻦ مُحَمَّدْ بَابُرْ‎; «Бабур» означает «лев, полководец, барс» и происходит от персидского слова ْبَبْر (babr) — «тигр», 14 февраля 1483 — 26 декабря 1530) — потомок Тамерлана, среднеазиатский и индийский полководец, поэт и государственный деятель. Падишах Индии и Афганистана. Основатель династии и Империи Бабуридов. Полная тронная титулатура: ас-Султан аль-Азам ва-л-Хакан аль-Мукаррам Захир ад-дин Мухаммад Джалал ад-дин Бабур, Падшах-и-Гази.
Также известен как основатель империи Великих Моголов. Данное имя в отношении Бабуридов использовали европейские путешественники, начиная с XVII века.

## Происхождение
Бабур родился 14 февраля 1483 года в Андижане в семье эмира Ферганы Умар-Шейха-мирзы II, правнука тимуридского султана Миран-шаха, третьего сына Тамерлана. Бабур был по линии отца тимуридом, а его мать была из рода чингизидов. Родным для себя языком считал чагатайский тюрки́, при этом также хорошо владел персидским. Британская исследовательница наследия Бабура Аннетт Беверидж в начале XX века называла его тюрком-барласом.

## Род матери Бабура
Мать Бабура Кутлуг-Нигар-ханым (1459—1505) происходила из чингизидов, была дочерью могулистанского правителя Йунус-хана (1415—1487). Её отец Йунус-хан, благодаря тимуриду Шахруху в 13 лет в 1428 году попал на воспитание к знаменитому историку Тамерлана Шараф ад-Дину Али Йазди, и Шараф ад-Дин Йазди учил его и воспитывал 12 лет до 1440 года.
Тимурид Абу Сеид помог Йунус-хану прийти к власти в Моголистане, поэтому Йунус-хан отдал в жены сыновьям Абу-Саида двух своих дочерей. Из этих зятьев Йунус-хан больше всех любил Умар-шейха мирзу — отца Бабура. Так, всегда, когда Йунус-хан приезжал в Андижан, он оставался там два-три месяца.
Сестра матери Бабура Хуб-Нигар-ханым была матерью Мирзы Мухаммада Хайдара, который, таким образом, приходился Бабуру двоюродным братом (на среднеазиатском тюрки — холабача).

## Традиции родства с Шибанидами и связи с узбеками Мавераннахра
Дед Шейбани-хана Абулхайр-хан в 1451 году помог деду Бабура Абу Саиду прийти к власти в государстве Тимуридов. Одновременно Абулхайр-хан выдал свою дочь Хан-заде бегим замуж за Абу Саида. Его внук от дочери и Абу Саида — тимурида Мухаммад Султан похоронен в фамильной усыпальнице Тимуридов Гур-Эмире в Самарканде.

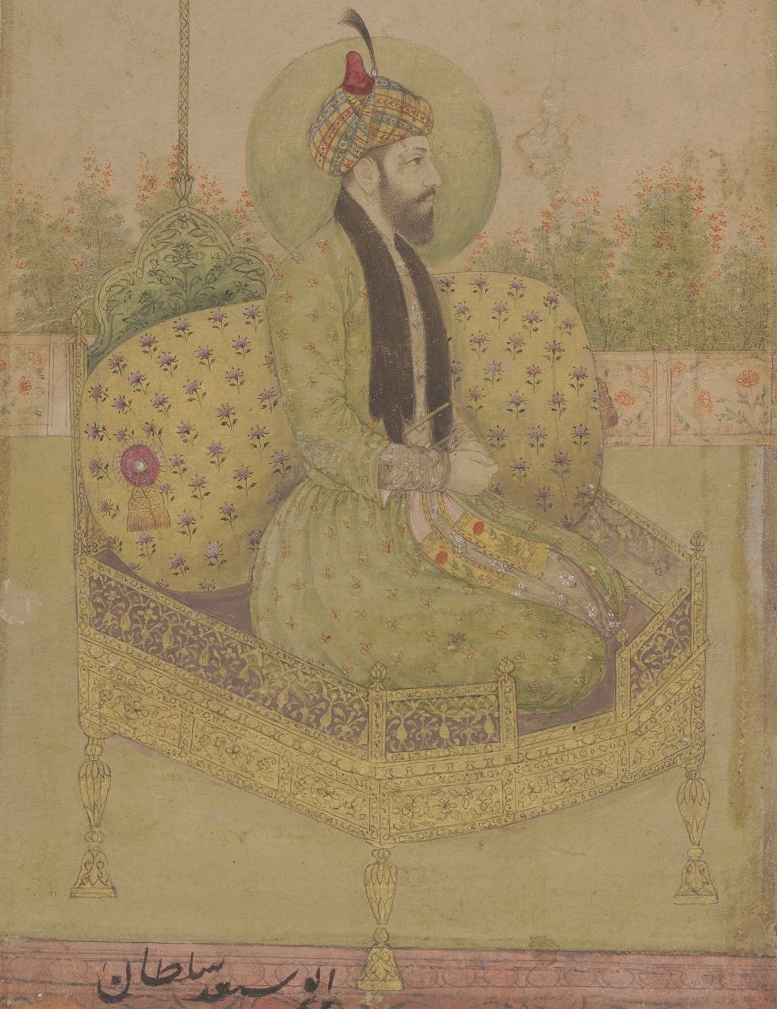
Дед Бабура Абу Саид (1451—1469)

Род матери Бабура восходил к Чингис-хану, так же как и род Шейбани-хана.
Сестра Бабура Ханзаде-бегум была замужем за узбекским ханом Мухаммедом Шейбани. Как писал Бабур: «Старше всех дочерей была Хан-Заде-биким; она родилась от одной со мной матери и была старше меня на пять лет…моя старшая сестра, Ханзаде-биким, попала в руки Шейбани-хана. У неё родился сын, по имени Хуррам-шах, это был приятный юноша. Шейбани-хан отдал ему область Балх, а через год-два после смерти своего отца он отправился к милости Аллаха».
Шейбани-хан был женат на двоюродной сестре Бабура, дочери Махмуд-хана — Айша-Султан-ханум, которая была известна как Могол-ханум и до конца жизни [хана] она была почитаемой его женой.
Другая двоюродная сестра Бабура, дочь Махмуд-хана Кутлук-ханум была замужем за шибанидом султаном Джанибек-султаном.
Свою дочь Гульчехру бегим Бабур выдал замуж за узбекского аристократа Аббас султана
Как подчеркивал сам Бабур, на его стороне при покорении Индии в 1526—1527 годах сражались узбекские генералы — султаны: Касим Хусейн султан, Бихуб султан, Танг Атмиш султан, а также Махмуд хан Нухани из Газипура, Куки, [брат] Баба Кашка, Тулмиш Узбек, Курбан Чахри
Узбекский шейбанидский поэт Падшах-ходжа отправил Бабуру газель на тюрки вместе с рубаи и Бабур прислал ответное похвальное письмо.
В 1519 году Бабур отправил рукопись своего поэтического сборника в Самарканд шейбаниду поэту Пулат султану, который был сыном Кучкунджи-хана

## Родной язык Бабура

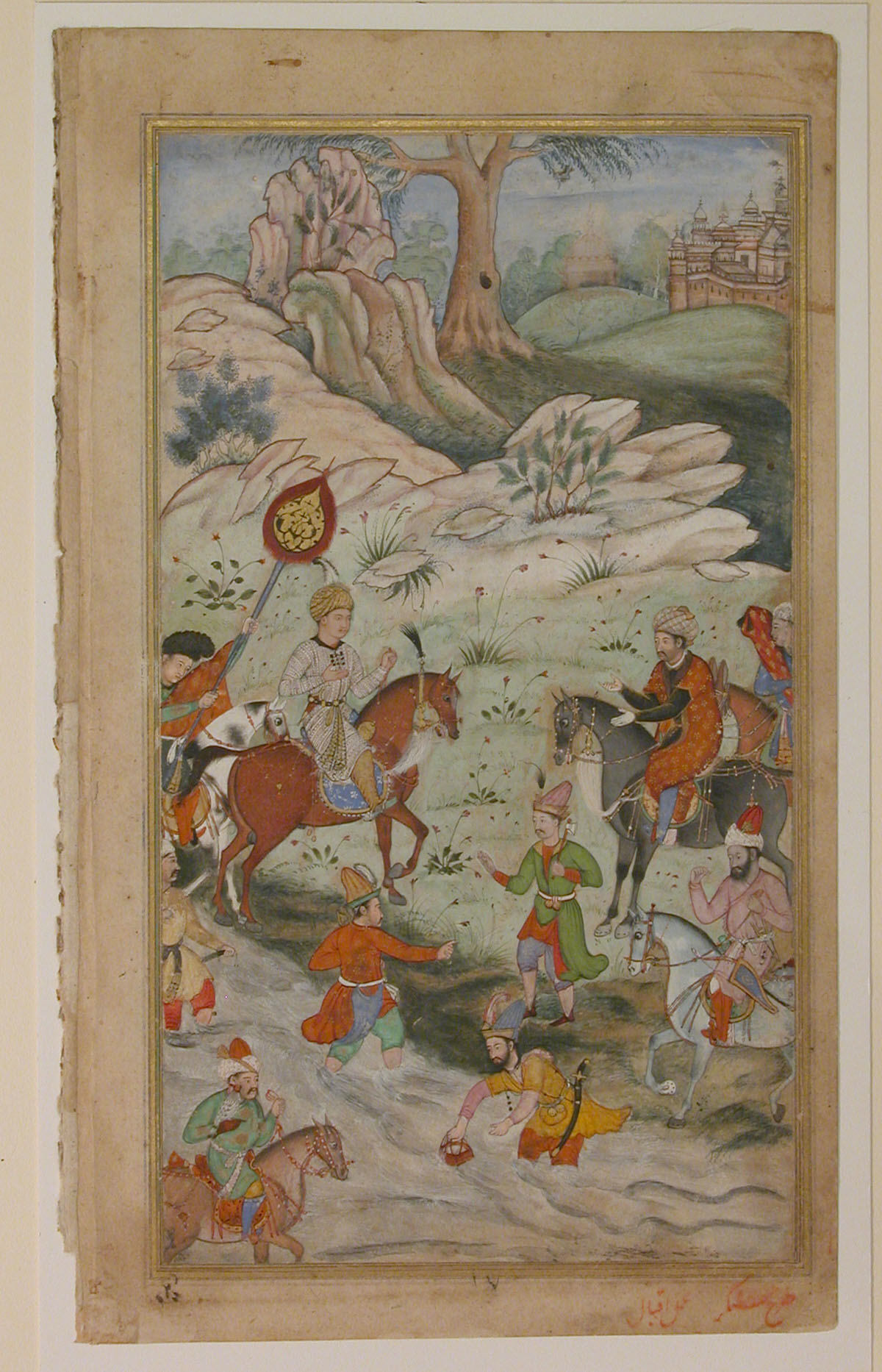
Бабур встречает Султан Али мирзу около Самарканда

Бабур — основатель династии, выходец из города Андижан. Родным языком Бабура был тюрки́ (чагатайский). Писал в своих мемуарах: «Жители Андижана — все тюрки; в городе и на базаре нет человека, который бы не знал по-тюркски. Говор народа сходен с литературным». «Мемуары Бабура написаны на той разновидности турецкого языка, которая известна под названием тюркского языка, являющегося родным языком Бабура», — писал английский востоковед Е. Дениссон Росс.

## Востоковеды о происхождении Бабура
Фольц утверждает, что Бабура нужно считать скорее тюрком. Он называет его отца наполовину Тимуридом-тюрком и наполовину Чагатаидом, а мать — наполовину Чагатаидкой и наполовину монголкой; при этом все Чагатаиды к тому времени уже были тюркизированы. Ж. Шальон также описывает Бабура как «тюркоговорящего чагатаида». «Чагатайским тюрком» называют его Н. К. Синха и А. Ч. Банерджи.
М. Х. Нури говорит о правомерности суждения, согласно которому Бабура и его потомков можно рассматривать как «узбекскую династию, правившую в Индии на протяжении более 300 лет».
Говоря о происхождении Бабура, как пишет Е. И. Руденко, исследователи кроме тюркского также подчеркивают его монгольские корни. Например, Дж. В. Лобо и С. Бхаттачарья однозначно считают его монголом. Э. Б. Хейвелл говорит о том, что отец Бабура был тюрко-монголом, а мать — чистой монголкой.

## Политическая биография

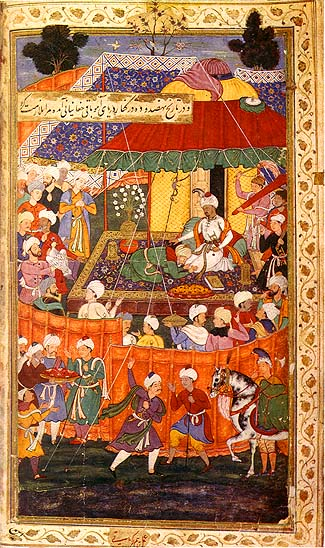
Восхождение Бабура на престол в 1495 году

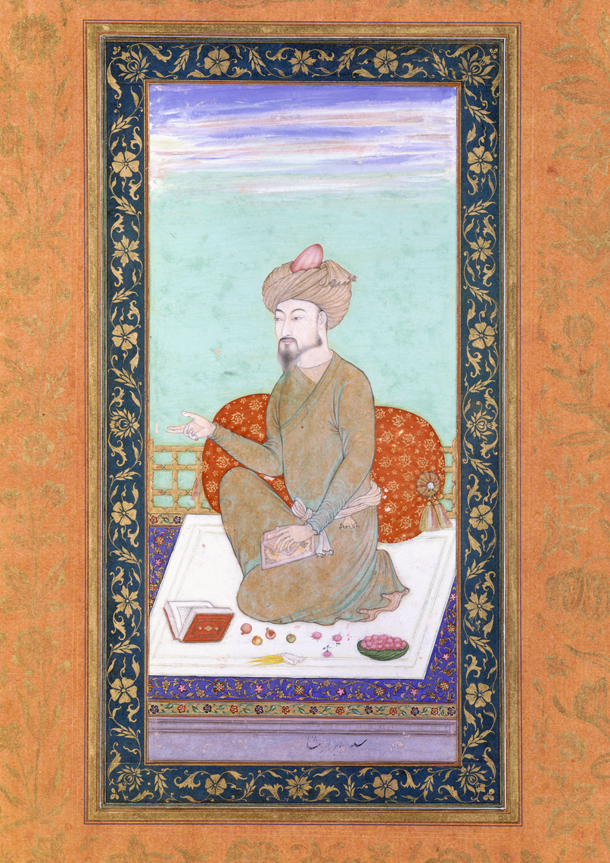
Портрет Бабура, XVII в.

Правитель Ферганы в 1494—1504 годах, правитель Кабула в 1504—1526 годах, глава империи Тимуридов с титулом падишах в 1507—1526 годах, правитель Мавераннахра в 1497—1498 и 1511—1512 годах, правитель Кандагара в 1512—1526 годах, падишах Хиндустана в 1526—1530 годах.
Рано лишившись отца, который погиб по нелепой случайности, 12-летний Бабур в трудной ситуации, не располагая опытом, боролся за власть в своем уделе. Однако, его амбиции стать главой всего Мавераннахра были столь велики, что в юном возрасте он решился бороться за власть. У него появилась идея воссоздать былую империю Тимуридов со столицей в Самарканде, где правил его двоюродный брат Байсункар мирза. Бабур следующим образом характеризовал влияние некоторых представителей знати на Байсункара: «Наставником его был, говорят, Сейид Махмуд, шиит, поэтому Байсункар Мирзу тоже укоряли [в ереси]. Позднее говорили, что в Самарканде он отказался от этих дурных убеждений и стал чист верой». В 1497 году Бабур после семимесячной осады взял Самарканд и Байсункар мирза вынужден был бежать в Гиссар.
В дальнейшем в борьбе за власть в Мавераннахре Бабур столкнулся с опытным полководцем  Шейбани-ханом, которому было уже 50 лет. Междоусобицы среди тимуридов привели к поражению Бабура.
Весть о захвате Самарканда мужем тети Бабура, также мужем его двоюродной сестры, но одновременно его политическим противником и представителем улуса Джучи — Шейбани-ханом он писал:

«Почти сто сорок лет столичный город Самарканд принадлежал нашему дому, неизвестно откуда взявшийся узбек, чужак и враг пришел и захватил его!»— Захир ад-Дин Мухаммад Бабур, «Бабур-наме»
Как отмечает В. Бартольд, в XV веке жителей Улуса Джучи называли узбеками, в отличие от чагатаев кочевников. Однако, тимуридский поэт Алишер Навои считал узбеков наряду с арабами одними из древних жителей Мавераннахра.

## Бабур в Кабуле
В 1504 году Бабур был вытеснен ханом Шейбани в Кабульское владение тимуридов. В этом владении с 1469 до 1501 года правил его дядя, брат отца Улугбек Кабули, а затем правил его сын Абдураззак (1501—1502). Абураззак был свергнут представителем знати Мукимбеком. В 1504 году Бабур разгромил Мукимбека и сам стал владетелем Кабульской области. Его двоюродный брат Абдураззак стал его военачальником. В 1508 году знать пыталась вновь привести к власти Абдураззака, однако заговор был раскрыт. В «Бабур-наме» отсутствуют части, относящиеся к периоду с мая 1508 года до 1519 года, поэтому деятельность Бабура и его взаимоотношения с оставшимися тимуридами остается малоизученной. Известно лишь, что Абдураззак был убит в 1513 году, то есть после окончательного поражения Бабура от шейбанидов и отступления в Кабул.

## Отношения с основателем государства Доулет-е Кызылбаш — Исмаилом Сефеви

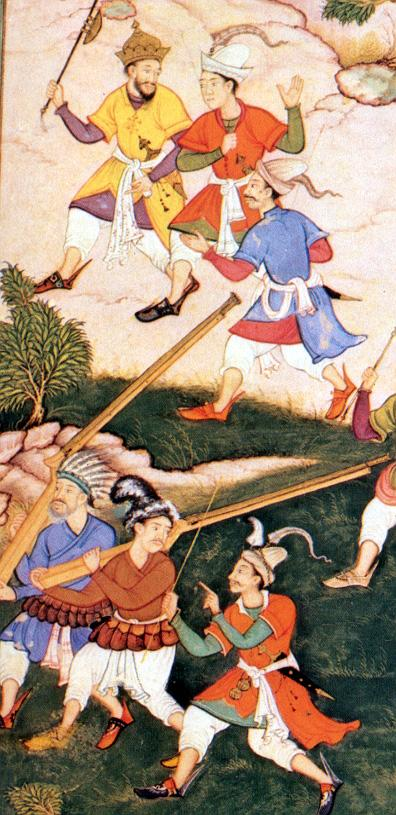
Воины Бабура

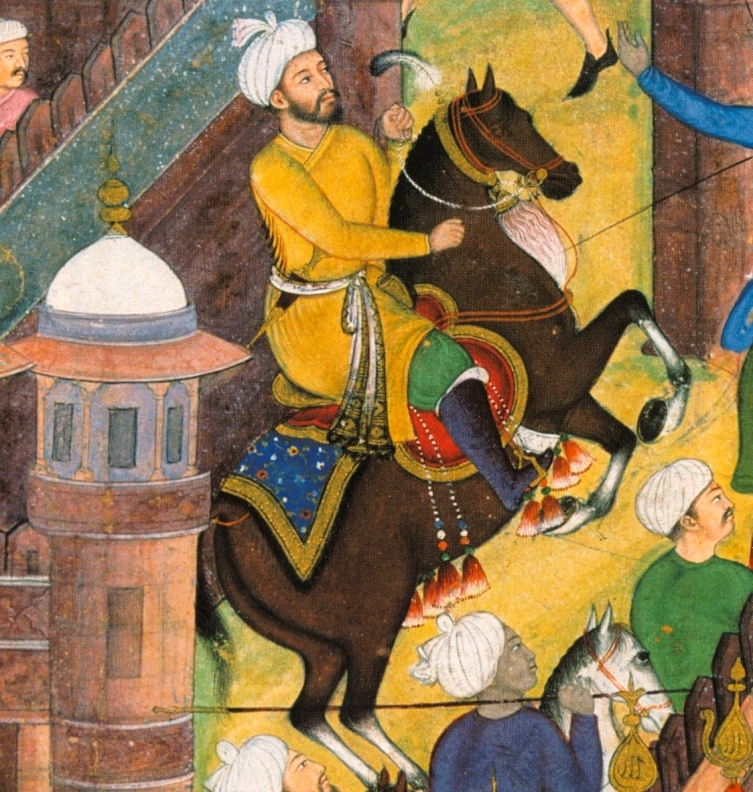
Бабур. Миниатюра из Бабур-наме. ГМВ, Москва.

После гибели Шейбани-хана в ноябре 1510 года, в январе 1511 года Бабур вновь попытался вернуть Бухару и Самарканд и ради этого он был вынужден в 1511 году попросить помощи от основателя государства Доулет-е Кызылбаш (Кызылбашское государство) сефевидского шаха и шиита Исмаила I против коалиции Шибанидов во главе с Суюнчходжа-ханом, придерживавшихся суннизма.
Шах Исмаил вернул ему его сестру Ханзаде Бегим, которую была отдана Бабуром Шейбани Хану в Самарканде в 1500 году. Причём он относился к главе Сефевидской империи шах Исмаилу I уважительно. В октябре 1511 года Бабуру удалось взять Самарканд. Бабур согласился подчиниться шах Исмаилу и стать шиитом. Это включало в себя чтение хутбы на сефевидский манер, чеканку денег на имя Исмаила и 12 имамов и даже облачение в кызылбашский наряд. Бабур надел красную 12-конечную чалму шейха Хайдара и присоединился к рядам кызылбашских приверженцев шаха Исмаила. Отныне он правил как Сефевидский вассал. Исследователи считают, что по-видимому, Бабур разыгрывал шиита из политических соображений и это было ловким манёвром с его стороны.
Согласно данным современника Бабура и его родственника Мирза Хайдара: «Народ Мавераннахра, особенно жители Самарканда, вот уже долгие годы раздували утренними вздохами факелы своих желаний, обращаясь к чертогу Всевышнего, защитника всех сотворенных, о возвращении Падишаха. Они всегда желали, чтобы тень Падишаха от дерева разума с листьями и плодами благодеяний простиралась бы над ними. Вместе с надеждой на это они рассчитывали, что он снимет одежду кизилбашей, являющуюся выражением сущей ереси, близкой к неверию, в которую он облачился по необходимости, установит закон шариата пророка, и на голову положит венец сунны Мухаммада, а венец шаха [Исма’ила] отошлет ему с несколькими шиитами. Однако эта надежда жителей Самарканда не оправдалась. Причина была в том, что [Падишах] считал, что он все ещё нуждается в помощи Шаха Исма’ила и находил свою силу недостаточной для борьбы с узбеками. Поэтому произошла задержка в этом деле и была проявлена сдержанность в отношении бедствий, чинимых кизилбашами. По этой причине народ Мавераннахра обрубил надежды, которые он связывал с Падишахом».
Как сообщает историк XVI века Шараф-хан Бидлиси "В это время до славного и достойного слуха Исмаилшаха дошла весть о перемене в умонастроениях Мирза Бабура, который покорил Мавераннахр при помощи и поддержке шаха [Исмаи’ла]. [Государь] поручил эмиру Наджм-и Сани проучить его и завоевать Мавераннахр.
По другой версии конфликт между Бабуром и Сефевидами возник после прибытия Надж ад-дина Сони. Последний доложил находившемуся в Куме шаху Исмаилу, что Бабур якобы имеет враждебные намерения. Тогда шах Исмаил и отправил Наджми Сани с кызылбашским войском в Мавераннахр. Имели место две операции. Результатом первой (без Наджма) было занятие Самарканда и Бухары. Вторая же — во главе с Наджмом, завершилась полным разгромом сефевидского войска вследствие жестокости, тупости и упрямства его предводителя (жители Карши, числом 15 тыс. человек были все поголовно перебиты по приказу Наджма; не сделали исключение даже для сейидов). Сам Наджм был взят в плен узбеками и по приказу Убейдулла-хана казнен.
Таким образом, в мае 1512 года войска Бабура были разгромлены под Бухарой Убайдулла-ханом, и он покинул Мавераннахр. Последнее правление Бабура в Самарканде продлилось 7 месяцев.
Осенью 1512 года, шейбанидские султаны собрались в Самарканде и избрали Кучкунджи-хана (1512—1530), сына узбекского хана Абулхайр-хана, дядю Шейбани Хана и внука (по матери) тимурида Мирзо Улугбека, верховным ханом государства Шейбанидов. В 1512 году Кучкунджи-султаном были отправлены на помощь Убайдулла-хану Мухаммед Тимур-султан и Абу Саид-султан. Они участвовали в решающем сражении в Гиждуване, в войне Шейбанидов Мавераннахра с одной стороны и контингента из Сефевидского государства под командованием Наджма Сани с другой, в ходе которой Шейбаниды во главе с Убайдулла-ханом одержали решительную победу над армией Наджма Сани и спасли страну от зависимости от государства кызылбашей. Суннизм был сохранен в ханстве как господствующее направление ислама. С приходом к власти в Мавераннахре своего родственника Кучкунджи-хана Бабур оставил свои претензии на Центральную Азию. А в 1514 году союзник Шибанидов османский султан Салим полностью разгромил кызылбашей Исмаила Сефеви в Чалдыранской битве и окончательно похоронил активную восточную внешнюю политику шаха Исмаила.

## Покорение Северной Индии и основание новой империи
Спустя 7 лет Бабур решил создать новое государство в южных областях на территории Северной Индии.
В XIII веке весь север Индии оказался под властью тюркских мусульманских султанов. Столицей возникшего государства стал город Дели, а само оно получило название Делийский султанат. Отобранные у раджей земли были дарованы тюркской мусульманской знати, тысячи индийских храмов были разрушены, а на их месте построены мечети. Создав сильное государство, делийские султаны смогли отбить нашествие монголов в XIII веке. В начале XIV века началось ослабление Делийского султаната, а после вторжения в Индию Тамерлана (Тимура) в 1398—1399 гг. произошёл распад султаната. В XV веке его пределы ограничивались двуречьем Ганга и Джам
С 1519 года Бабур совершал походы из Кабула в Северо-Западную Индию. В 1525 году Бабура призвал на помощь Аллам-хан, соперник делийского султана Ибрахим-шаха Лоди, и в 1526 году Бабур, снарядив войско, предпринял поход на Дели. В битве с Ибрахим-шахом Лоди при Панипате в апреле 1526 года Бабур одержал победу. Войско Бабура включало в себя около 15 000 человек и от 20 до 24 пушек. Бабуру противостояло войско Лоди в 30 000—40 000 воинов, включавшее, по разным оценкам, от 100 до 1000 боевых слонов. Далее Бабур разбил раджпутского князя Санграм Сингха при Кхануа (близ Сикри) в 1527 году.
Бабур в своих битвах за Индию привлек узбекских командиров из Мавераннахра и артиллериста Османской империи турка Устада Руми, и турецкого военного инструктора Мустафу и успешно использовал огнестрельное оружие — пушки и ружья. У Шейбани-хана он заимствовал некоторые приемы военной тактики, как например, приём тулгама. Добившись успеха, он перенёс центр вновь образованной державы в Агру.
Бабур основал новое государство, ставшее основой могущественной империи, которую европейцы называли империей Великих Моголов, а русские востоковеды империей Бабуридов.
Сам Бабур использовал название «могул», «монгол» в отношении нецивилизованных, негородских, кочевых жителей степей.

## Печать и монеты Бабура
На печати Бабура, датируемой 1521 годом, помещена его генеалогия в таком порядке: Бабур — Умар шайх, Султан Абу Саид, Султан Мухаммад, Мираншах и Амир Темур.

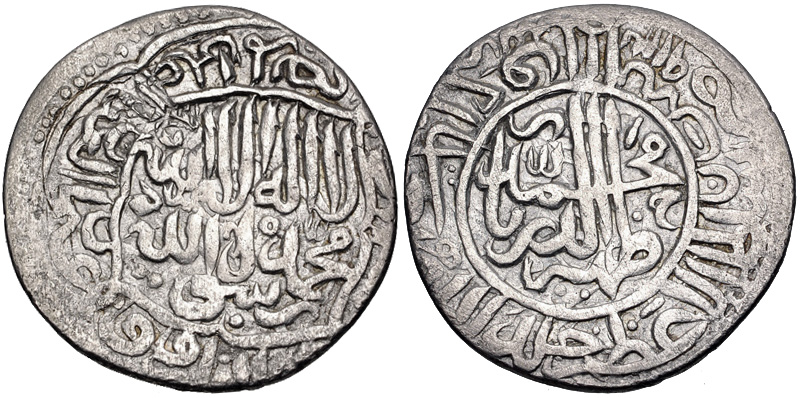
Монета Бабура, выпущенная в Кабуле, 1507—1508 гг.

Первые известные монеты Бабура были выпущены в 1497 году, в которых были помещены надписи: султан Захир аддин Мухаммад Бахадур (Бабур) и султан Ферганы, то есть в 1497 году Бабур позиционировал себя как местный правитель Ферганской области.
На монетах, выпущенных Бабуром в Самарканде в 1511—1512 гг., была изображена водоплавающая птица с распростёртыми в полёте крыльями. Можно предположить, что образ летящей птицы, воспринимаемый в средневековье как идея света, благоденствия, был призван вселять в самаркандцев надежду в неспокойное время.
На монетах Бабура, выбитых в Мультане в 1530 году, четко выражена приверженность Захир аддин Мухаммад Бабура основам суннитского толка и помещены имена четырёх правоверных халифов: Абу Бакра, Умара, Усмана и Али.

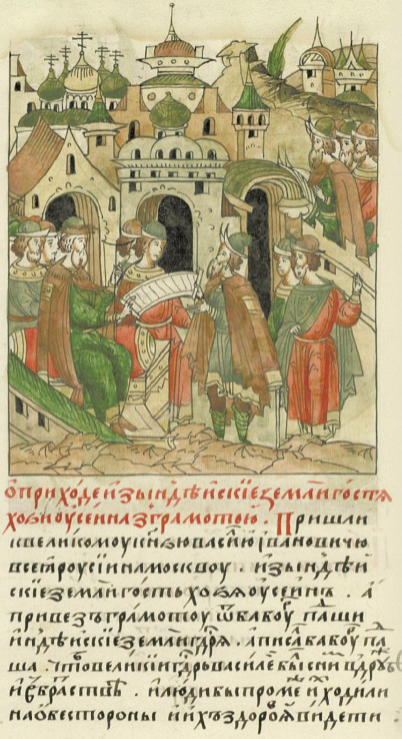
Василий III принимает посла от Бабур — Паши

## Дипломатические связи
В 1520-х годах Бабур установил мирные и добрые отношения с Шейбанидами. В 1528 году они отправили ему послов с поздравлениями по случаю его победы в Индии.
К 1529 году владения Бабура включали Восточный Афганистан, Пенджаб и долину Ганга, до границ Бенгалии.
В 1530 году незадолго до своей смерти Бабур отправил посла к московскому великому князю Василию Ивановичу. Посол добрался до Москвы только в 1533 году.

## Творчество
За свою 47-летнюю жизнь Захириддин Мухаммад Бабур оставил богатое литературное и научное наследие. Его перу принадлежат знаменитая автобиографическая книга «Бабур-наме», снискавшая мировое признание, оригинальные и прекрасные лирические произведения (газели, рубаи), трактаты по мусульманскому законоведению («Мубайин»), поэтике («Аруз рисоласи»), музыке, военному делу, а также специальный алфавит «Хатт-и Бабури».
Бабур переписывался с Алишером Навои. Стихи Бабура, написанные на тюркском, отличаются чеканностью образов и афористичностью. Главный труд Бабура — автобиография «Бабур-наме», первый образец этого жанра в исторической литературе, излагает события с 1493 по 1508 год и с 1519 по 1529 год, живо воссоздаёт детали быта знати, нравы и обычаи эпохи. Французский востоковед Луи Базан в своём введении к французскому переводу (1980 г.) писал, что «автобиография (Бабура) представляет собой чрезвычайно редкий жанр в исламской литературе».
В последние годы жизни тема потери родины стала одной из центральных тем лирики Бабура. Заслуга Бабура как историка, географа, этнографа, прозаика и поэта в настоящее время признана мировой востоковедческой наукой. Его наследие изучается почти во всех крупных востоковедческих центрах мира.

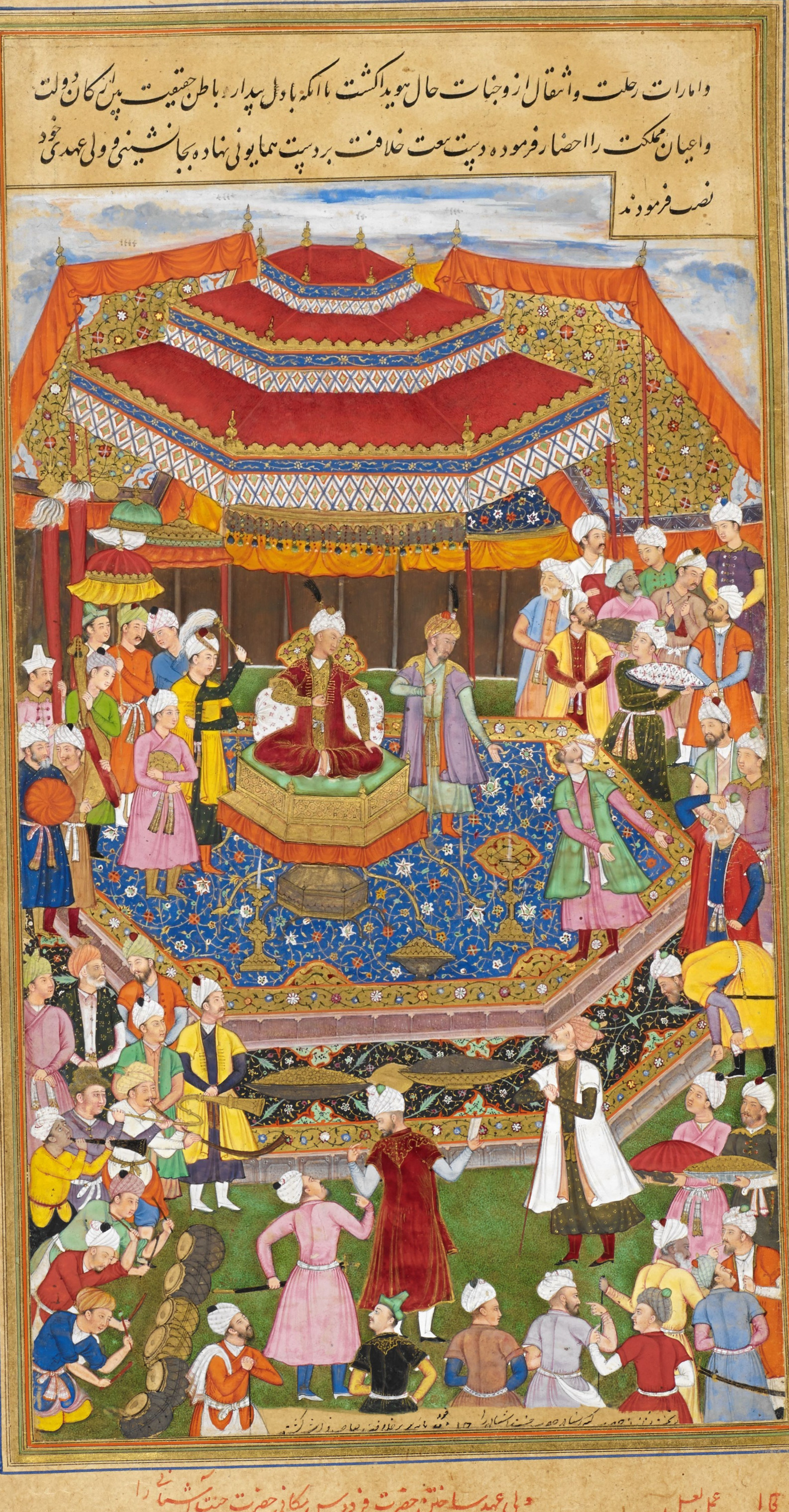
Художник Лал. Бабур передаёт трон Хумаюну в 1530 году. Миниатюра из Акбар-наме, 1602—1603 г., Британская библиотека, Лондон

Можно сказать, что стихи Бабура — автобиография поэта, в которых поэтическим языком, трогательно излагаются глубокие чувства, мастерски рассказывается о переживаниях, порождённых в результате столкновения с жизненными обстоятельствами, о чём красноречиво говорит сам поэт:
Каких страданий не терпел и тяжких бед, Бабур?
Каких не знал измен, обид, каких клевет, Бабур?
Но кто прочтет «Бабур-наме», увидит, сколько мук
И сколько горя перенес царь и поэт Бабур.
Ставший одним из богатейших падишахов того времени, он все равно скучал по родной земле — Мавераннахру. Его страдание по родной земле было заметно во многих его мемуарах.
Ты на чужбине — и забыт, конечно, человек!
Жалеет только сам себя сердечно человек.
В своих скитаньях ни на час я радости не знал!
По милой родине скорбит извечно человек.
После захвата Северной Индии Бабуру достался знаменитый алмаз «Кохинур», позже он передавался от одного Бабурида к другому, пока не оказался в сокровищнице в Лондоне.
Также Бабур — автор трудов «Деван», «Мубаййин», «Аруз Рисоласи», «Рисолаи Валидиййа», «Харб иши».
Одним из известных газелей Бабура является стихотворение «Доброта» — «Яхшилиг», в котором он пишет о том, что надо делать добро народу-элю (Бори элға яхшилик қилғилки, мундин яхши йўқ Ким, дегайлар даҳр аро қолди фалондин яхшилик).
В 1496 году Бабур построил на горе Сулайман-Тоо в городе Ош домик, который был разрушен советскими властями в 1960-х годах и восстановлен в 1989 году.
Бабур, будучи в горных районах современного Таджикистана в 1501 году, начертал на камнях несколько надписей. Приведём одну из них:
Слышал я, что Джемшид, блаженный по природе,
Написал на камне у ручья:
«У этого ручья, как и мы, многие отдыхали
И ушли, не успев мигнуть глазом.
Захватили мы мир мужеством и силой,
Но не унесли с собою в могилу».
Бабур обменивался письмами и стихами с известными тюркскими поэтами своей эпохи. Он отправил свои стихи и получил ответное письмо от Алишера Навои.

## Смерть

Смотровая площадка и домик Бабура на горе Сулайман-Тоо

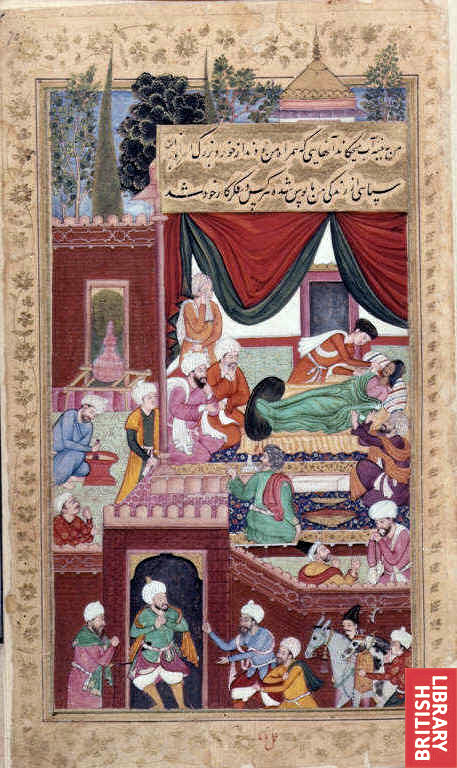
Бабур на лечении у докторов

Умер Бабур 26 декабря 1530 года в Агре, возможно, от дизентерии. Согласно его завещанию, его останки были перенесены в Кабул в сад, им основанный. Позже здесь был построен мавзолей.

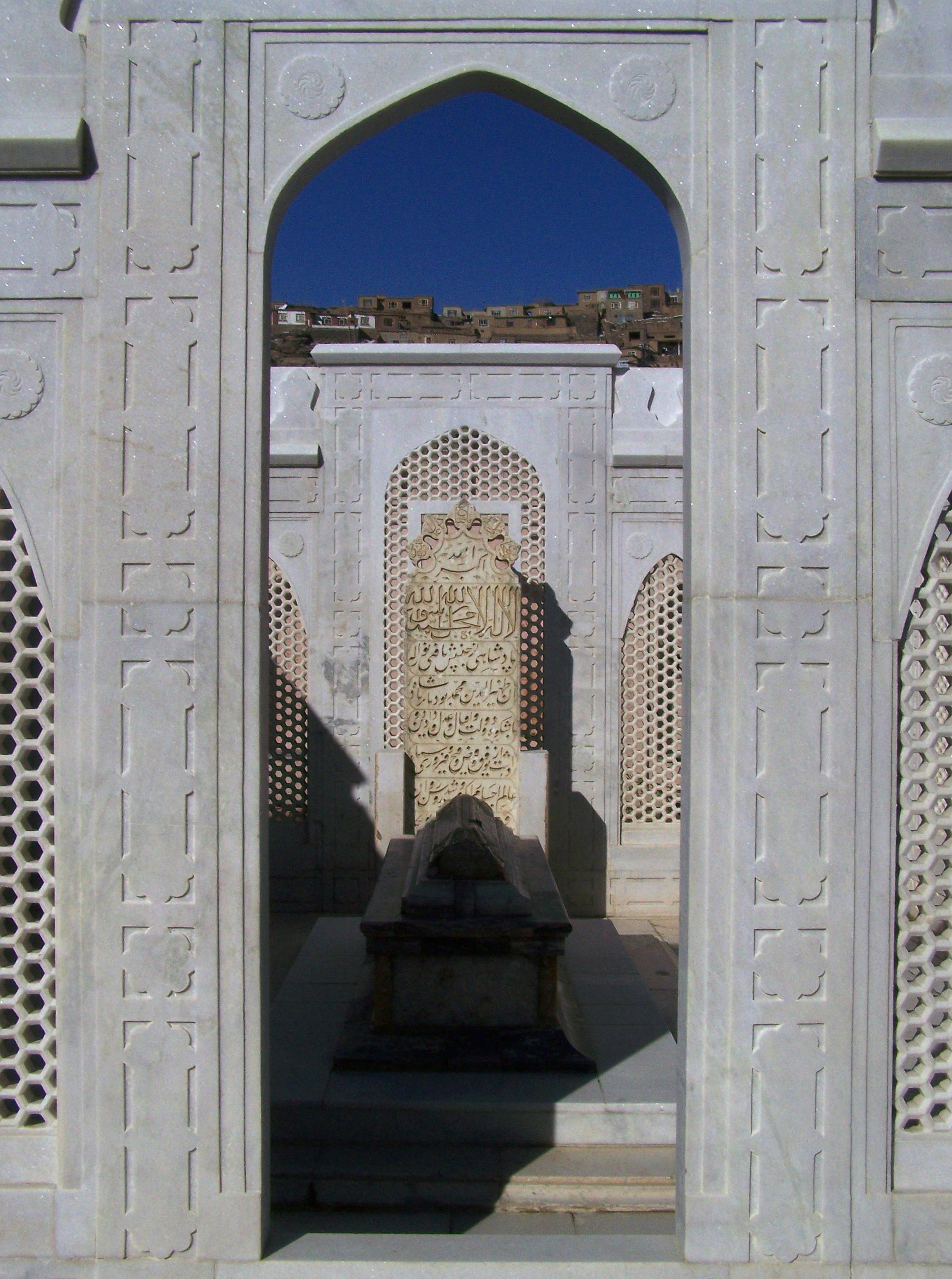
Мавзолей Бабура в Кабуле

Перед смертью Бабур разделил свои владения между четырьмя своими сыновьями. Старшему сыну, Хумаюну, достались индийские владения (Хиндустан), остальные сыновья получили Панджаб, Кабул и Кандагар и должны были подчиняться Хумаюну как верховному правителю империи.

## Наследие Бабура в мировой науке и литературе
Знаменитое «Бабур-наме» было переведено на персидский (1586), голландский (1705), английский (1826), французский (1871), турецкий (1940) и русский (1942) языки. На основе «Бабур-наме» написаны романы зарубежных авторов Ф. А. Стиль (Париж, 1940), Ф. Гренарда (Париж, 1930), Г. Лемба (Нью-Йорк, 1961), В. Гаскони (Нью-Йорк, 1980), Мунилаъла (6 романов) и др.
В Российской академической науке интерес к личности и творчеству Бабура проявился в первой половине XIX века. Востоковеды И. Н. Березин, В. Григорьев, Н. Пантусов перевели части Бабур-намэ на русский язык и изучили сами мемуары.
Первый роман «Бабур тигр», посвященный истории жизни и деятельности Бабура, принадлежит перу американского писателя Герарда Лема, опубликован в США, г. Чикаго, 1961.
О Бабуре написаны писателями поэмы (Айбек, Б. Байкабулов, Х. Давран), роман (П. Кадыров).
Несмотря на давнее изучение «Бабур-наме» научного критического издания этого источника до сих пор нет. Наиболее авторитетным его воспроизведением считают Хайдарабадский список «Бабур-наме», представляющий старейший из дошедших до нас текстов, изданный факсимиле в Лондоне в 1905 г. А. Беверидж. С этого издания М. А. Салье и был осуществлен перевод на русский язык, который опубликован Издательством Академии наук Узбекистана в 1958 г.
В Узбекистане политическую деятельность Бабура изучала С. Азимджанова. Единственным учёным, отрицательно трактовавшим Бабура, был советский востоковед М. А. Абдураимов.

## Жёны и дети
Дочь Бабура, единственная женщина-историк на мусульманском Востоке — Гульбадан бегим, продолжая литературную традицию отца, написала историческое произведение «Хумаюн-наме».
От разных жён у Бабура родилось 9 сыновей и 9 дочерей, многие из которых умерли в раннем возрасте или во младенчестве:
- (с 1503) Айша Султан-бегум, главная жена падишаха, его двоюродная сестра, третья дочь тимурида Султана Ахмад-мирзы;
  - Фахр ан-Ниса-бегум (1502—1502)
- (с 1504) Зайнаб Султан-бегум (ум. 1508), его двоюродная сестра, дочь тимурида Султана Махмуд-мирзы;
- (с 1507) Махам-бегум (Хазрат-Валида) (ум. 1535), дочь шиитского шейха Ахмада из Торбете-Джам — потомка Джарира ибн Абдуллы (арабский сподвижник пророка Мухаммада), родственница тимурида Хусейна Байкары;
  - падишах Насир ад-дин Мухаммад Хумаюн (1508—1556),
  - Михр Джахан-бегум (р. до 1515, ум. во младенчестве),
  - Ишан ад-Даулат-бегум (ум. во младенчестве),
  - шахзаде Барбул-мирза (1518—1521),
  - шахзаде Фарук-мирза (1526—1527)
- (с ок. 1507) Салиха Султан-бегум Сахиба (Ак-бегум), его двоюродная сестра, дочь тимурида Султана Махмуд-мирзы;
  - Гюль Барг-бегум (Гюльрух-бегум) (р. до 1519), жена Ходжи Нур ад-дина Мухаммада-мирзы (Сайида Амира), сына Ходжи Ала ад-дина Мухаммада-мирзы,
- (с 1508) Масума Султан-бегум (ум. 1509), его двоюродная сестра, пятая дочь тимурида Султана Ахмад-мирзы;
  - Масума Султан-бегум (Чача Нур) (р. до 1509), с 1518 жена Мухаммада Замана-мирзы, сына тимурида Султана Бади аз-Заман-мирзы
- (с 1509) Гюльрух-бегум (ум. до 1545), вероятно сестра Амира Султана Али-мирзы Бегчика;
  - шахзаде Камран-мирза (1509—1557), наваб Кабула, Кандагара (до 1528), Мултана (с 1528), Газни и Пенджаба (в 1530—1553),
  - Гюль Изар-бегум (р. до 1515, ум. во младенчестве),
  - шахзаде Мухаммад Аскари-мирза (1517—1554), наваб Мултана (до 1528), Чандери (в 1528—1530), Самбхала (в 1530—1534),
  - шахзаде Султан Ахмад-мирза (1517—1525),
  - шахзаде Шахрух-мирза (1522—1527)
- (с до 1510) Дильдар Ага-бегум (Дильдар Агача), его двоюродная сестра, дочь тимурида Султана Махмуд-мирзы;
  - Гюль Ранг-бегум (Чача Гюль) (1511/15 — после 1534), с 1530 жена Чин-Тимур-султана (ум. после 1543), 9-го сына хана Могулистана Султан-Ахмад-хана I,
  - Гульчехра-бегум (1515/17—1557), с 1530 жена Тухта-Буга-султана (ум. до 1535), 10-го сына хана Могулистана Султан-Ахмад-хана I, затем жена Аббас-султана Узбека
  - шахзаде Абу Насир Мухаммад Хиндал-мирза (1519—1551),
  - Хаджах Гюльбадан-бегум (1524—1603), автор «Хумаюн-наме», с 1539 жена амира аль-умары Хизр-Ходжи-хана (ок. 1520—1559), наваба Лахора (1556) и Бихара, второго сына туглуктимурида Айман-Ходжи-хана,
  - шахзаде Алур-мирза (1524—1529),
- (с 1519) Биби Мубарика (Бега-бегум) (ум. 1556), дочь Малик-шаха Мансура Юсуфзая;

## Предки
| \| \| \| \| \| \| \| \| \| \| \| \| \| \| \| \| \| \| \| \| Миран-шах (сын Тамерлана) \| \| \| \| \| \| \| \| \| \| \| \| \| \| \| \| \| \| \| \| \| \| \| \| \| \| \| \| \| \| \| \| \| \| \| \| \| \| \| \| \| \| \| \| \| \| \| \| \| \| \| \| \| \| Султан Мухаммед \| \| \| \| \| \| \| \| \| \| \| \| \| \| \| \| \| \| \| \| \| \| \| \| \| \| \| \| \| \| \| \| \| \| \| \| \| \| \| \| \| \| \| \| \| \| \| \| \| \| \| \| \| \| Абу-Сеид \| \| \| \| \| \| \| \| \| \| \| \| \| \| \| \| \| \| \| \| \| \| \| \| \| \| \| \| \| \| \| \| \| \| \| \| \| \| \| \| \| \| \| \| \| \| \| \| \| \| \| \| \| \| Умар-Шейх-мирза \| \| \| \| \| \| \| \| \| \| \| \| \| \| \| \| \| \| \| \| \| \| \| \| \| \| \| \| \| \| \| \| \| \| \| \| \| \| \| \| \| \| \| \| \| \| \| \| \| \| \| \| \| \| Бабур \| \| \| \| \| \| \| \| \| \| \| \| \| \| \| \| \| \| \| \| \| \| \| \| \| \| \| \| \| \| \| \| \| \| \| \| \| \| \| \| \| \| \| \| \| \| \| \| \| \| \| \| \| \| Шир Али-оглан (Чагатаид) \| \| \| \| \| \| \| \| \| \| \| \| \| \| \| \| \| \| \| \| \| \| \| \| \| \| \| \| \| \| \| \| \| \| \| \| \| \| \| \| \| \| \| \| \| \| \| \| \| \| \| \| \| \| Султан-Увайс-хан \| \| \| \| \| \| \| \| \| \| \| \| \| \| \| \| \| \| \| \| \| \| \| \| \| \| \| \| \| \| \| \| \| \| \| \| \| \| \| \| \| \| \| \| \| \| \| \| \| \| \| \| \| \| Йунус-хан \| \| \| \| \| \| \| \| \| \| \| \| \| \| \| \| \| \| \| \| \| \| \| \| \| \| \| \| \| \| \| \| \| \| \| \| \| \| \| \| \| \| \| \| \| \| \| \| \| \| \| \| \| \| Шайх Нур-ад-дин \| \| \| \| \| \| \| \| \| \| \| \| \| \| \| \| \| \| \| \| \| \| \| \| \| \| \| \| \| \| \| \| \| \| \| \| \| \| \| \| \| \| \| \| \| \| \| \| \| \| \| \| \| \| Даулат-Султан-сакандж \| \| \| \| \| \| \| \| \| \| \| \| \| \| \| \| \| \| \| \| \| \| \| \| \| \| \| \| \| \| \| \| \| \| \| \| \| \| \| \| \| \| \| \| \| \| \| \| \| \| \| \| \| \| Кутлуг-Нигар-ханым \| \| \| \| \| \| \| \| \| \| \| \| \| \| \| \| \| \| \| \| \| \| \| \| \| \| \| \| \| \| \| \| \| \| \| \| \| \| \| \| \| \| \| \| \| \| \| \| \| \| \| \| \| \| Мир-Хаджи-кончи \| \| \| \| \| \| \| \| \| \| \| \| \| \| \| \| \| \| \| \| \| \| \| \| \| \| \| \| \| \| \| \| \| \| \| \| \| \| \| \| \| \| \| \| \| \| \| \| \| \| \| \| \| \| Исан-Даулат-бегим \| \| \| \| \| \| \| \| \| \| \| \| \| \| \| \| \| \| \| \| \| \| \| \| \| \| \| \| \| \| \| \| \| \| \| \| \| \| \| \| \| \| \| \| \| \| \| \| \| \| \| \| |                           |  |  |  |  |  |  |  |  |  |  |  |  |  |  |  |
| |                           |  |  |  |  |  |  |  |  |  |  |  |  |  |  |  |
| | Миран-шах (сын Тамерлана) |  |  |  |  |  |  |  |  |  |  |  |  |  |  |  |
| |                           |  |  |  |  |  |  |  |  |  |  |  |  |  |  |  |
| |                           |  |  |  |  |  |  |  |  |  |  |  |  |  |  |  |
| | Султан Мухаммед           |  |  |  |  |  |  |  |  |  |  |  |  |  |  |  |
| |                           |  |  |  |  |  |  |  |  |  |  |  |  |  |  |  |
| |                           |  |  |  |  |  |  |  |  |  |  |  |  |  |  |  |
| | Абу-Сеид                  |  |  |  |  |  |  |  |  |  |  |  |  |  |  |  |
| |                           |  |  |  |  |  |  |  |  |  |  |  |  |  |  |  |
| |                           |  |  |  |  |  |  |  |  |  |  |  |  |  |  |  |
| | Умар-Шейх-мирза           |  |  |  |  |  |  |  |  |  |  |  |  |  |  |  |
| |                           |  |  |  |  |  |  |  |  |  |  |  |  |  |  |  |
| |                           |  |  |  |  |  |  |  |  |  |  |  |  |  |  |  |
| | Бабур                     |  |  |  |  |  |  |  |  |  |  |  |  |  |  |  |
| |                           |  |  |  |  |  |  |  |  |  |  |  |  |  |  |  |
| |                           |  |  |  |  |  |  |  |  |  |  |  |  |  |  |  |
| | Шир Али-оглан (Чагатаид)  |  |  |  |  |  |  |  |  |  |  |  |  |  |  |  |
| |                           |  |  |  |  |  |  |  |  |  |  |  |  |  |  |  |
| |                           |  |  |  |  |  |  |  |  |  |  |  |  |  |  |  |
| | Султан-Увайс-хан          |  |  |  |  |  |  |  |  |  |  |  |  |  |  |  |
| |                           |  |  |  |  |  |  |  |  |  |  |  |  |  |  |  |
| |                           |  |  |  |  |  |  |  |  |  |  |  |  |  |  |  |
| | Йунус-хан                 |  |  |  |  |  |  |  |  |  |  |  |  |  |  |  |
| |                           |  |  |  |  |  |  |  |  |  |  |  |  |  |  |  |
| |                           |  |  |  |  |  |  |  |  |  |  |  |  |  |  |  |
| | Шайх Нур-ад-дин           |  |  |  |  |  |  |  |  |  |  |  |  |  |  |  |
| |                           |  |  |  |  |  |  |  |  |  |  |  |  |  |  |  |
| |                           |  |  |  |  |  |  |  |  |  |  |  |  |  |  |  |
| | Даулат-Султан-сакандж     |  |  |  |  |  |  |  |  |  |  |  |  |  |  |  |
| |                           |  |  |  |  |  |  |  |  |  |  |  |  |  |  |  |
| |                           |  |  |  |  |  |  |  |  |  |  |  |  |  |  |  |
| | Кутлуг-Нигар-ханым        |  |  |  |  |  |  |  |  |  |  |  |  |  |  |  |
| |                           |  |  |  |  |  |  |  |  |  |  |  |  |  |  |  |
| |                           |  |  |  |  |  |  |  |  |  |  |  |  |  |  |  |
| | Мир-Хаджи-кончи           |  |  |  |  |  |  |  |  |  |  |  |  |  |  |  |
| |                           |  |  |  |  |  |  |  |  |  |  |  |  |  |  |  |
| |                           |  |  |  |  |  |  |  |  |  |  |  |  |  |  |  |
| | Исан-Даулат-бегим         |  |  |  |  |  |  |  |  |  |  |  |  |  |  |  |
| |                           |  |  |  |  |  |  |  |  |  |  |  |  |  |  |  |
| |                           |  |  |  |  |  |  |  |  |  |  |  |  |  |  |  |

## Память
- В 1958 году академик И. Муминов был одним из главных организаторов первой научной конференции в Узбекской ССР, посвященной 475-летию Захир аддин Мухамад Бабура[77].
- После обретения Узбекистаном независимости на родине Бабура в городе Андижане Бабуру был установлен памятник, открыт парк имени Бабура и его имя было присвоено Андижанскому государственному университету.
- В 1981 году писатель Пиримкул Кадыров написал роман о Бабуре «Звёздные ночи».
- В 1991 году узбекским телевидением был показан 10-серийный телевизионный видеофильм «Бабур» по роману П. Кадырова «Звёздные ночи», М. Юнусов, в роли Бабура — Мухаммадали Абдукундузов. Впоследствии этот видеофильм был первым проданным видеофильмом Узбекского производства за рубеж, его закупила турецкая телекомпания, дублировавшая видеофильм на турецкий язык с английскими субтитрами.
- В индийском телесериале 2021 года «Империя» Бабура сыграл Кунал Капур.
- В Ташкенте при Государственном музее литературы имени Алишера Навои АНРУз действует экспозиция (зал) Бабура.
- В 1992 году в Узбекистане был создан фонд имени Бабура.
- В Ташкенте есть парк имени Бабура[78].
- В городе Ош (Киргизия) кроме восстановленного домика Бабура на горе Сулайман-Тоо имеется Ошский государственный узбекский музыкально-драматический театр имени Бабура[79] (бывший драмтеатр им. С. М. Кирова), именем З. М. Бабура также названа школа № 43.
- К настоящему времени «Бабур-намэ» переведено на 31 язык мира.
- К 525-летию Бабура в 2008 году в Узбекистане были выпущены девять почтовых марок с изображением Бабура и миниатюр из его произведений[80].
- В 2020 году памятник Бабуру был установлен в Аллее поэтов в Ташкенте.
- Почтовая марка с изображением Бабура была выпущена в Турции[81].
- Пакистанская крылатая ракета Хатф-VII Бабур названа в честь Захираддина Мухаммада Бабура.
- Андижанская областная библиотека им. З. М. Бабура.
- Ежегодно узбеки Кабула отмечают его день рождения.

## Сочинения
- Бабурнома. Записки Бабура. Одно из первых изданий «Бабур-наме» выпущено в 1857 году великим русским тюркологом Н. И. Ильминским в Казанской типографии.
- Бабур-наме. Записки Бабура / Пер. М. Салье. — Ташкент, 1958; Лирика. — М., 1957.
- Бабур-наме: Записки Бабура / Перевод М. Салье; Общ. ред. и доработка С. А. Азимджановой; Институт востоковедения Академии наук Республики Узбекистан. — Изд. 2-е, доработанное. — Ташкент: Главная редакция энциклопедий, 1993. — 464 с. — 30 000 экз. — ISBN 5-89890-060-8.
- Бабур. Избранное: В 2 т. / Сост. Саидбек Хасанов. Пер. М. Салье. — Ташкент: Изд-во ЦК КП Узбекистана, 1982. — 112+256 с.
- Бабур. Рубаи / Перевод Наума Гребнева и Льва Пеньковского: Сувенирное изд. — Ташкент: Изд-во Г. Гуляма, 1981. (1—19 — перевод Л. Пеньковского, 20—120 — перевод Н. Гребнева.) Тираж 1 000 экз.
- Бабур. Избранная лирика: Перевод на русский язык. — Ташкент: Изд-во ЦК Компартии Узбекистана, 1982. — 126 с.
- Переводы газелей: Л. М. Пеньковский, Р. Д. Моран, А. Наумов. Рубаи: Л. Пеньковский (1—18). Наум Гребнев (20—57, 59—106, 108—124). А. Наумов (19, 58, 107, 125—150). Кытъа: Н. Гребнев. Фарды: Н. Гребнев. Масневи: Л. Пеньковский, Н. Гребнев, Д. Лукашевич.

## Театр
- Хуршид Даврон (Xurshid Davron), Самарқанд хаёли (Samarqand xayoli), 1991
- Хуршид Даврон (Xurshid Davron), Бобур соғинчи (Bobur sog’inchi), 1995
- Хуршид Даврон (Xurshid Davron), Бобур соғинчи (Bobur sog’inchi), спектакль Театра им. Мукими (2005)